# Saint-Baraing
Saint-Baraing è un comune francese di 250 abitanti situato nel dipartimento del Giura nella regione della Borgogna-Franca Contea.

## Società

### Evoluzione demografica
Abitanti censiti